# Рори Уильямс
Рори Артур Уильямс (англ. Rory Arthur Williams) — персонаж британского научно-фантастического сериала «Доктор Кто». Впервые Рори появляется в пятом сезоне «Доктора Кто». Жених, а затем муж Эми Понд, спутницы Доктора.
В сериале его роль исполняет Артур Дарвилл.

## История персонажа
Рори Уильямс был женихом Эми Понд. В первой серии пятого сезона Эми сбежала от него в ночь перед свадьбой. Он работал медбратом в больнице, в которой лежали больные, которых использовал заключенный Ноль, чтобы бродить по городу. Далее Рори не встречается с Эми и Доктором до серии «Вампиры Венеции». Именно там Рори знакомится с Доктором, они вместе оказываются в Венеции и избавляют людей от внеземных существ, принявших вид вампиров. После этого эпизода Рори начинает путешествовать вместе с ними.
В серии «Холодная кровь» одна из воинов силурианцев — древней цивилизации, жившей на Земле до появления людей — убивает Рори выстрелом. Это происходит прямо возле пространственно-временной трещины, история о которой началась в первой серии пятого сезона. Эта трещина излучает энергию времени и поглощает события, время и пространство. Если энергия времени коснется человека, то он исчезнет и никогда не родится, и никто из тех, кто знал его, никогда не вспомнят о нём. Трещина поглотила Рори, и Эми забыла его. Потом она нашла в кармане пиджака Доктора обручальное кольцо, которое Рори подарил ей, но так и не смогла вспомнить его.
В серии «Пандорика открывается» сознание Нестин, объединившись с другими расами Галактики, создало, опираясь на сознание и память Эми, римлян-автонов, которые должны были обезвредить Доктора и поместить его в Пандорику. И совершенно случайно создала в одном из этих воинов сознание Рори. Он сохранил память своего изначального тела и поэтому считал себя человеком. Нестин приказало ему уничтожить Эми. Он сопротивлялся, как мог, рассказал обо всем Эми и она вспомнила его. Но он все-таки почти убил её (застрелил). В это время появился Доктор из будущего и приказал Рори вытащить его из Пандорики. Рори сделал это, и они поместили внутрь Эми, а Рори остался рядом с ней и сопровождал её две тысячи лет, охраняя. В книги истории он вошёл как «Последний центурион». В 1996 году маленькая Эми Понд вытащила себя взрослую из Пандорики, и Рори снова оказался рядом с ней в костюме охранника. Когда Доктор поместил себя и Пандорику в центр взрывающейся ТАРДИС, чтобы восстановить уничтоженную вселенную, Эми и Рори забыли его. 26 июня 2010 года Эми Понд вышла замуж за Рори и вспомнила о Докторе. Она призвала его назад, и она вместе с Рори и Доктором — вернулись в новую ТАРДИС и началась новая серия путешествий.
В 5-й серии 7-го сезона плачущий ангел отправляет Рори, а затем и Эми в прошлое, где они прожили остаток своей жизни и умерли в возрасте 82 и 87 лет соответственно. Они усыновили сына Энтони, который встретился с дедом через неделю после финального отправления родителей с Доктором.

### Отношения с персонажами
Рори по-настоящему любит свою жену и готов пойти на всё, чтобы спасти её из новой беды. Когда родилась Мелоди, Рори сразу полюбил малышку и защищал её двойника до последнего.
С Доктором у него более сложные отношения: он считает его другом, но подозревает, что Эми любит его больше, чем самого Рори. Он часто ревновал Эми к Доктору, но со временем понял что он не прав, ведь Эми любит Доктора как друга детства.

## Появления в «Докторе Кто»
| Номер | #  | серия                 | Оригинальное название | Сценарист     | Режиссёр        | Дата выхода   | Код  |
| ----- | -- | --------------------- | --------------------- | ------------- | --------------- | ------------- | ---- |
| 203   | 1  | Одиннадцатый час      | The Eleventh Hour     | Стивен Моффат | Адам Смит       | 3 апреля 2010 | 1.1  |
| 207   | 6  | Вампиры Венеции       | Vampires of Venice    | Тоби Уитхауз  | Джонни Кэмпбелл | 8 мая 2010    | 1.6  |
| 208   | 7  | Выбор Эми             | Amy’s Choice          | Саймон Найе   | Кэтрин Морсхэд  | 15 мая 2010   | 1.7  |
| 209a  | 8  | Голодная Земля        | The Hungry Earth      | Крис Кибнэлл  | Эшли Уэй        | 22 мая 2010   | 1.8  |
| 209b  | 9  | Холодная кровь        | Cold Blood            | Крис Кибнэлл  | Эшли Уэй        | 29 мая 2010   | 1.9  |
| 212a  | 12 | Пандорика открывается | The Pandorica Opens   | Стивен Моффат | Тоби Хэйнес     | 19 июня 2010  | 1.12 |
| 212b  | 13 | Большой взрыв         | The Big Bang          | Стивен Моффат | Тоби Хэйнес     | 26 июня 2010  | 1.13 |

| Номер | # | серия                | Оригинальное название | Сценарист     | Режиссёр      | Дата выхода     | Код |
| ----- | - | -------------------- | --------------------- | ------------- | ------------- | --------------- | --- |
| 213   | 0 | Рождественская песнь | A Christmas Carol     | Стивен Моффат | Тоби Хэйнс    | 25 декабря 2010 | 2.X |
| -     | - | Пространство         | Space                 | Стивен Моффат | Ричард Сениор | 18 марта 2010   | -   |
| -     | - | Время                | Time                  | Стивен Моффат | Ричард Сениор | 18 марта 2010   | -   |

| Номер | #  | серия                         | Оригинальное название     | Сценарист     | Режиссёр        | Дата выхода      | Код  |
| ----- | -- | ----------------------------- | ------------------------- | ------------- | --------------- | ---------------- | ---- |
| 214a  | 1  | Невозможный астронавт         | The Impossible Astronaut  | Стивен Моффат | Тоби Хейнес     | 23 апреля 2011   | 2.1  |
| 214b  | 2  | День Луны                     | Day of the Moon           | Стивен Моффат | Тоби Хейнес     | 30 апреля 2011   | 2.2  |
| 215   | 3  | Проклятие чёрной метки        | Curse of the Black Spot   | Стивен Моффат | Джереми Вебб    | 7 Maя 2011       | 2.3  |
| 216   | 4  | Жена Доктора                  | The Doctor’s Wife         | Нил Гейман    | Ричард Кларк    | 14 мая 2011 года | 2.4  |
| 217a  | 5  | Мятежная плоть                | The Rebel Flesh           | Мэтью Грэхэм  | Джулиан Симпсон | 21 мая 2011 года | 2.5  |
| 217b  | 6  | Почти люди                    | The Almost People         | Мэтью Грэхэм  | Джулиан Симпсон | 28 мая 2011 года | 2.6  |
| 218a  | 7  | Хороший человек идёт на войну | A Good Man Goes to War    | Стивен Моффат | Питер Хоар      | 4 Июня 2011      | 2.7  |
| 218b  | 8  | Давайте убьём Гитлера         | Let’s Kill Hitler         | Стивен Моффат | Питер Хоар      | 27 августа 2011  | 2.8  |
| 219   | 9  | Ночные кошмары                | Night Terrors             | Марк Гэтисс   | Питер Хоар      | 3 сентября 2011  | 2.9  |
| 220   | 10 | Девочка, которая ждала        | The Girl Who Waited       | Том МакКрай   | Ник Харран      | 10 сентября 2011 | 2.10 |
| 221   | 11 | Комплекс Бога                 | The God Complex           | Тоби Уитхаус  | Ник Харран      | 17 сентября 2011 | 2.11 |
| 222   | 12 | Время на исходе               | Closing Time              | Гарет Робертс | Стив Хагс       | 24 сентября 2011 | 2.12 |
| 223   | 13 | Свадьба Ривер Сонг            | The Wedding of River Song | Стивен Моффат | Джереми Уэб     | 1 октября 2011   | 2.13 |

| Номер | # | серия                            | Оригинальное название     | Сценарист     | Режиссёр         | Дата выхода      | Код |
| ----- | - | -------------------------------- | ------------------------- | ------------- | ---------------- | ---------------- | --- |
| 226   | 1 | Пристанище далеков               | Asylum of the Daleks      | Стивен Моффат | Ник Харран       | 1 сентября 2012  | 3.1 |
| 227   | 2 | Динозавры на космическом корабле | Dinosaurs on a Spaceship  | Крис Чибнелл  | Сол Мецстин      | 8 сентября 2012  | 3.2 |
| 228   | 3 | Город под названием Милосердие   | A Town Called Mercy       | Тоби Уитхауз  | Сол Мецстин      | 15 сентября 2012 | 3.3 |
| 229   | 4 | Сила трёх                        | The Power of Three        | Крис Чибнелл  | Дуглас Маккиннон | 22 сентября 2012 | 3.4 |
| 230   | 5 | Ангелы захватывают Манхэттен     | The Angels Take Manhattan | Стивен Моффат | Ник Харран       | 29 сентября 2012 | 3.5 |